# Хюнкяр хамам
Хюнкяр хамам (в превод Султанската баня, наричана и Царска баня) е била османска баня, превърната във временна заседателна зала на Областното събрание на Източна Румелия в Пловдив. Сградата е разрушена през 1923 г. Намирала се е наблизо до Стария мост в Пловдив.

## История
Банята Хюнкяр хамам е построена в средата на XV в. по нареждане на първия румелийски бейлербег (управител) Шахабедин гаази паша срещу построените от него джамия и имарет, Имарет джамия. Според турския географ и пътешественик Евлия Челеби, минал през Пловдив през 1652 г., „Хамамът е светъл и широк, има хубава вода, отгоре е покрит с олово“. Банята функционира през целия османски период и е една от значимите обществени бани в града, обслужваща търговците, отседнали в близкия Панаир хан.
След Освобождението, сградата на банята, която по това време е била втората по големина баня в Пловдив, е била дадена за нуждите на Областно събрание на Източна Румелия. Архитект Пиетро Монтани ръководи цялостното ѝ преустройство и проектира декоративната ѝ украса. В централното помещение на банята имало места за 56 народни представители, специални трибуни за министрите (т.е. директорите), за дипломатите. Имало е балкон за 150 души зрители. Върху купола били изрисувани 4 фигури – Правосъдието, Мирът, Силата и Законът.  На 22 октомври 1879 г. в сградата е открита първата сесия на Областно събрание.
След Съединението сградата се използва за архивите на съда. През 1923 г. сградата е разрушена. Немският фотограф Ото Рудлоф е свидетел на разрушаването на банята и го е заснел.